# Histoire de l'imprimerie musicale
Pendant la Renaissance, la musique instrumentale prend un essor considérable grâce à l'édition musicale. La création de l'imprimerie musicale permet en effet la diffusion des œuvres de façon rapide et étendue. On connait quelques manuscrits isolés de musique de clavier : le Robertsbridge (1325), le Codex Faenza (1420), le Buxheimer Orgelbuch (1470), mais il fallut attendre 1473 pour que se développe l'imprimerie musicale.

## Les débuts
- 1473 Collectorium super Magnificat[1] de Gerson imprimé par Conrad Fyner à Esslingen avec une brève illustration musicale où les portées sont ajoutées à la main. C'est la première impression de musique avec des caractères mobiles.

- 1476 Missale romanum, premier texte musical totalement imprimé (atelier d'Ulrich Han à Rome). La technique est celle du double tirage : on imprime d'abord les portées (en rouge) puis les notes (en noir).
- 1480 Octavianus Scotus améliore considérablement la méthode typographique à double tirage.

## Italie

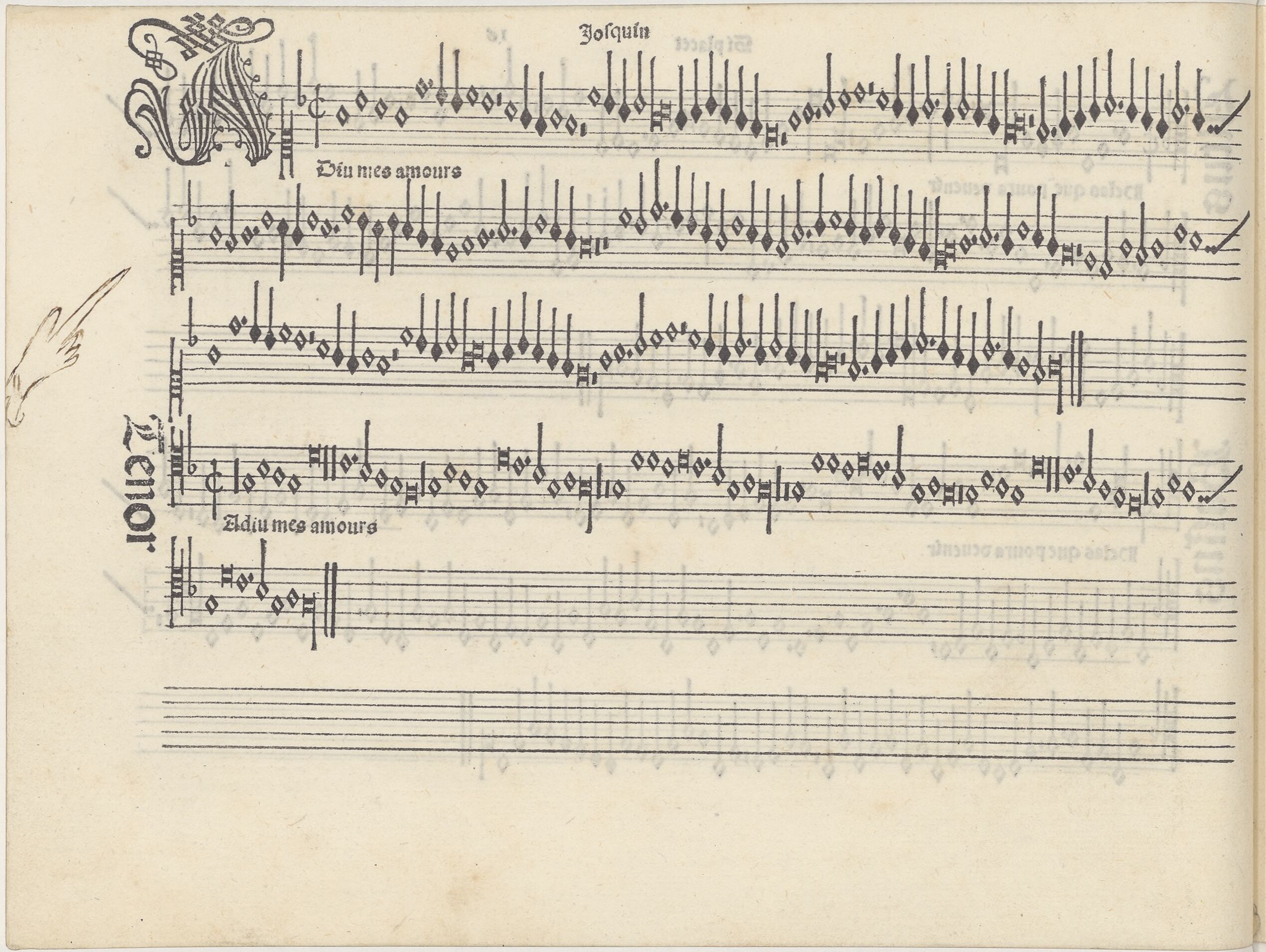
Page extraite de l’Odhecaton

Malgré ce qui précède, on considère de manière générale le 15 mai 1501 et Venise comme la date et le lieu de naissance de l'imprimerie musicale, lorsque Ottaviano Petrucci signa la dédicace de son Harmonice Musices Odhecaton. Mais, à la différence de l'époque précédente, de la musique polyphonique de l'école franco-flamande sortit des presses.

## Pays-Bas
Le premier ouvrage connu de musique polyphonique imprimé aux anciens Pays-Bas sortit des presses de Jan de Gheet à Anvers en 1515 et comprend deux motets politiques ou « d'état » du compositeur Benedictus de Opitiis.